# Coptognathus attila
Coptognathus attila är en skalbaggsart som beskrevs av Ménétriés 1849. Coptognathus attila ingår i släktet Coptognathus och familjen Dynastidae. Inga underarter finns listade i Catalogue of Life.